# Campephaga
Genre
Synonymes
- Lobotos Reichenbach, 1850[2]

Campephaga est un genre de passereaux de la famille des Campephagidae. Il regroupe quatre espèces d'échenilleurs.

## Répartition
Ce genre se trouve à l'état naturel en Afrique subsaharienne,,,.

## Liste alphabétique des espèces
Selon la classification de référence du Congrès ornithologique international (version 8.2, 2018) :
- Campephaga flava Vieillot, 1817 — Échenilleur à épaulettes jaunes
- Campephaga petiti Oustalet, 1884 — Échenilleur de Petit
- Campephaga phoenicea (Latham, 1790) — Échenilleur à épaulettes, Échenilleur à épaulettes rouges
- Campephaga quiscalina Finsch, 1869 — Échenilleur pourpré
  - Campephaga quiscalina martini Jackson, 1912
  - Campephaga quiscalina muenzneri Reichenow, 1915
  - Campephaga quiscalina quiscalina Finsch, 1869